# کینگز بی بیس (جورجیا)
کینگز بی بیس (به انگلیسی: Kings Bay Base) یک منطقهٔ مسکونی در ایالات متحده آمریکا است که در شهرستان کمدن، جورجیا واقع شده‌است. کینگز بی بیس ۴٫۹۸ کیلومتر مربع مساحت و ۱٬۷۷۷ نفر جمعیت دارد.